# Libice nad Cidlinou (nádraží)
Libice nad Cidlinou je železniční stanice v centrální části stejnojmenné obce v okrese Nymburk ve Středočeském kraji nedaleko řeky Cidliny, kterou zde trať mostem překonává. Leží na elektrizované trati Praha – Lysá nad Labem – Kolín (3 kV ss).

## Historie
Stanice byla vybudována jakožto součást Rakouské severozápadní dráhy (ÖNWB) spojující Vídeň a Berlín, autorem univerzalizované podoby stanic pro celou dráhu byl architekt Carl Schlimp. 29. října 1870 byl s libickým nádražím uveden do provozu celý nový úsek trasy z Kolína přes Nymburk do stanice Mladá Boleslav. Roku 1873 byl pak zprovozněn úsek z Lysé do Prahy. Po zestátnění ÖNWB v roce 1908 pak obsluhovala stanici jedna společnost, Císařsko-královské státní dráhy (kkStB).
Roku 1909 byl zdvoukolejněn úsek Lysá nad Labem - Mělník, kompletní druhá kolej byla mezi Kolínem a Děčínem dokončena během první světové války, zejména s pracovním nasazením ruských válečných zajatců. Po roce 1918 pak správu přebraly Československé státní dráhy.
Elektrický provoz byl na trati procházející stanicí zahájen v roce 1958.

## Popis
Nacházejí se zde tři nekrytá nástupiště, k příchodu k vlakům slouží přechody přes koleje.